# Puchar CEV w piłce siatkowej mężczyzn (1981/1982)
Puchar CEV siatkarzy 1981/1982 – 2. sezon Pucharu CEV rozgrywanego od 1980 roku, organizowanego przez Europejską Konfederację Piłki Siatkowej (CEV) w ramach europejskich pucharów dla męskich klubowych zespołów siatkarskich "starego kontynentu".

## Drużyny uczestniczące
- Starlift Voorburg
- Toseroni Rzym
- Guney Sanayi Adana
- Turavia Salesianos
- Panini Modena
- Panathinaikos Ateny
- Asnières Sport
- Hapoel Kiryat Ata
- Tacspor Stambuł
- VC Ruisbroek
- Delta Lloyd AMVJ Amstelveen
- Aris Saloniki
- Chênois Genewa
- Kruikenburg Ternat
- Stade Français
- MTV Näfels

## Rozgrywki

### 1/8 finału
| Data | Drużyna 1                   | Wynik | Drużyna 2                   | Sety |
| ---- | --------------------------- | ----- | --------------------------- | ---- |
|      | Tacspor Stambuł             | 0:3   | Starlift Voorburg           |      |
|      | Starlift Voorburg           | 3:0   | Tacspor Stambuł             |      |
|      |                             |       |                             |      |
|      | Delta Lloyd AMVJ Amstelveen | 3:1   | Toseroni Rzym               |      |
|      | Toseroni Rzym               | 0:3   | Delta Lloyd AMVJ Amstelveen |      |
|      |                             |       |                             |      |
|      | Ruisbroek                   |       | Panini Modena               |      |
|      | Panini Modena               | 3:0   | Ruisbroek                   |      |
|      |                             |       |                             |      |
|      | Panathinaikos Ateny         | 3:0   | Aris Saloniki               |      |
|      | Aris Saloniki               |       | Panathinaikos Ateny         |      |
|      |                             |       |                             |      |
|      | Guney Sanayi Adana          |       | Chênois Genewa              |      |
|      | Chênois Genewa              |       | Guney Sanayi Adana          |      |
|      |                             |       |                             |      |
|      | Hapoel Kiryat Ata           |       |                             |      |
|      |                             |       | Hapoel Kiryat Ata           |      |
|      |                             |       |                             |      |
|      | Turavia Salesianos          |       |                             |      |
|      |                             |       | Turavia Salesianos          |      |
|      |                             |       |                             |      |
|      | Asnières Sport              | 3:0   | Kruikenburg Ternat          |      |
|      | Kruikenburg Ternat          |       | Asnières Sport              |      |

### Ćwierćfinał
| Data | Drużyna 1           | Wynik | Drużyna 2           | Sety |
| ---- | ------------------- | ----- | ------------------- | ---- |
|      | Panini Modena       | 3:2   | Starlift Voorburg   |      |
|      | Starlift Voorburg   | 3:1   | Panini Modena       |      |
|      |                     |       |                     |      |
|      | Panathinaikos Ateny | 0:3   | Toseroni Rzym       |      |
|      | Toseroni Rzym       | 3:0   | Panathinaikos Ateny |      |
|      |                     |       |                     |      |
|      | Guney Sanayi Adana  | 3:0   | Hapoel Kiryat Ata   |      |
|      | Hapoel Kiryat Ata   |       | Guney Sanayi Adana  |      |
|      |                     |       |                     |      |
|      | Asnières Sport      | 3:0   | Turavia Salesianos  |      |
|      | Turavia Salesianos  | 0:3   | Asnières Sport      |      |

### Turniej finałowy
Wyniki
| Data       | Drużyna 1          | Wynik | Drużyna 2          | Sety                              |
| ---------- | ------------------ | ----- | ------------------ | --------------------------------- |
| 19.02.1982 | Starlift Voorburg  | 3:0   | Turavia Salesianos | 15:8, 15:4, 15:12                 |
| 19.02.1982 | Toseroni Rzym      | 3:2   | Guney Sanayi Adana | 10:15, 15:13, 15:11, 13:15, 15:10 |
|            |                    |       |                    |                                   |
| 20.02.1982 | Starlift Voorburg  | 3:0   | Guney Sanayi Adana | 15:4, 15:4, 15:1                  |
| 20.02.1982 | Toseroni Rzym      | 3:0   | Turavia Salesianos | 15:10, 15:10, 15:2                |
|            |                    |       |                    |                                   |
| 21.02.1982 | Guney Sanayi Adana | 3:1   | Turavia Salesianos | 15:4, 9:15, 15:7, 16:14           |
| 21.02.1982 | Starlift Voorburg  | 3:0   | Toseroni Rzym      | 15:6, 15:13, 15:12                |

Tabela
| Lp. | Drużyna            | Pkt | Mecze | Mecze | Mecze | Sety | Sety | Sety  |
| Lp. | Drużyna            | Pkt | M     | W     | P     | wyg. | prz. | ratio |
| --- | ------------------ | --- | ----- | ----- | ----- | ---- | ---- | ----- |
| 1   | Starlift Voorburg  | 6   | 3     | 3     | 0     | 9    | 0    | MAX   |
| 2   | Toseroni Rzym      | 5   | 3     | 2     | 1     | 6    | 5    | 1.200 |
| 3   | Guney Sanayi Adana | 4   | 3     | 1     | 2     | 5    | 7    | 0.714 |
| 4   | Turavia Salesianos | 3   | 3     | 0     | 3     | 1    | 9    | 0.111 |

## Klasyfikacja końcowa
| Miejsce | Drużyna            |
| ------- | ------------------ |
| złoto   | Starlift Voorburg  |
| srebro  | Toseroni Rzym      |
| brąz    | Guney Sanayi Adana |
| 4.      | Turavia Salesianos |